# Михайлевский, Павел Кириллович
Павел Кириллович Михайлевский — советский хозяйственный, государственный и политический деятель, Герой Социалистического Труда.

## Биография
Родился в 1912 году в селе Григоровка. Член КПСС.
С 1930 года — на хозяйственной, общественной и политической работе. В 1930—1976 гг. — каменотёс, заместитель председателя колхоза, красноармеец, председатель колхоза имени Калинина, участник Великой Отечественной войны, партизан, инструктор райкома, второй секретарь Чаплинского райкома КП(б)У, первый секретарь Белозёрского райкома КП(б)У, первый секретарь Великолепетовского райкома Компартии Украины, первый секретарь Белозёрского райкома Компартии Украины.
Указом Президиума Верховного Совета СССР от 8 апреля 1971 года присвоено звание Героя Социалистического Труда с вручением ордена Ленина и золотой медали «Серп и Молот».
Делегат XXII и XXIV съездов КПСС.
Умер в 1976 году.